# Asarum perfectum
Asarum perfectum är en piprankeväxtart som först beskrevs av Maekawa, och fick sitt nu gällande namn av Maekawa. Asarum perfectum ingår i släktet hasselörter, och familjen piprankeväxter. Inga underarter finns listade i Catalogue of Life.